# 元取山
元取山（もととりやま）は、富山県高岡市にある山。標高は196m。中世山城の鴨城跡がある。ふくおか西山県立公園にある。
富山県登山連盟の富山の百山の一つ。

## 概要
この山は、中世の山城の鴨城跡があり、寺社跡などがある。
山麓では、スゲ笠が生産されている。

## 生態
イチリンソウやニリンソウが群生する他、ホタルカズラやジャケツイバラなどの県内絶滅危惧種が自生する。また、中腹にササユリも自生している。

## 登山
加茂集落に登山口がある。